# Hidropark (Kijów)
Hidropark (ukr. Гідропарк) – krajobrazowo-rekreacyjny park miejski położony na wyspach Dniepru w Kijowie. Powstał w latach 1965-1968 na miejscu dawnej osady, zniszczonej podczas niemieckiej okupacji miasta w 1943.

## Charakterystyka
Hidropark zaprojektowano jako kompleks wypoczynkowo-wodny z licznymi plażami, atrakcjami wodnymi, przystaniami dla łodzi oraz terenami sportowo-rekreacyjnymi. Miejsce otwarto w 1968, a autorami projektu byli architekci Wsiewołod Suworow i Ihor Szpara.
Park położony jest na kilku wyspach połączonych Mostem Weneckim. Z lądem łączy go Rusaniwśkyj metromist (lewobrzeżna część miasta) oraz Most Metra (strona prawobrzeżna). W obrębie parku znajduje się stacja metra Hidropark linii Swjatoszynśko-Browarśkiej oraz park miniatur „Kijów w miniaturze”.
Powierzchnia parku wynosi 365 hektarów.

### Atrakcje
Na terenie Hidroparku znajdują się m.in. liczne plaże, wypożyczalnie sprzętu wodnego, boiska sportowe, stoły do tenisa, paintball, place zabaw czy restauracje.
Znajduje się tu również kultowa plenerowa siłownia „Kachalka”, założona w latach 70. XX w. przez polskiego gimnastyka Kazimierza Jagielskiego oraz ukraińskiego cybernetyka Jurija Kukę. Większość urządzeń wykonana została z materiałów z recyklingu. Korzystanie z obiektu jest bezpłatne.